# Viola parvula
Viola parvula Tineo – gatunek roślin z rodziny fiołkowatych (Violaceae). Występuje endemicznie naturalnie w Maroku, Algierii, Portugalii, Hiszpanii, południowej Francji (wliczając Korsykę), Włoszech, krajach byłej Jugosławii, Grecji, na Cyprze, w Turcji, na Zakaukaziu, w Syrii, Libanie oraz Izraelu. 

## Morfologia
PokrójRoślina jednoroczna dorastająca do 5–20 cm wysokości.
LiścieBlaszka liściowa ma owalnie lancetowaty kształt, jest niemal całobrzega, ma zbiegającą po ogonku nasadę i tępy wierzchołek. Ogonek liściowy jest nagi. Przylistki są pierzasto-dzielne.
KwiatyPojedyncze, wyrastające z kątów pędów. Mają działki kielicha o równowąsko lancetowatym kształcie i dorastające do 3–6 mm długości. Korona kwiatu mierzy 3–6 mm średnicy. Płatki są odwrotnie jajowate i mają białą lub żółtawą barwę, dolny płatek jest odwrotnie jajowaty, mierzy 6-8 mm długości, posiada obłą ostrogę o długości 1-3 mm.
OwoceTorebki mierzące 2-4 mm długości, o jajowatym kształcie.
Gatunki podobneRoślina może być mylona z gatunkiem V. heldreichiana, który różni się liśćmi odziomkowymi o łyżeczkowatym kształcie. Ponadto jest dość podobna do fiołka polny (V. arvensis) i fiołka Kitaibela (V. kitaibeliana), ale dobrze rozpoznawalna przez bardzo krótką ostrogę całkowicie ukryta przez duże działki kielicha.

## Biologia i ekologia
Rośnie w na łąkach, skarpach i terenach skalistych. Występuje na wysokości od 1400 do 2600 m n.p.m., na Cyprze od 1900 do 1950 m n.p.m. Kwitnie od czerwca do sierpnia, a według innych źródeł od kwietnia do czerwca. 